# FN:s livsmedels- och jordbruksorganisation

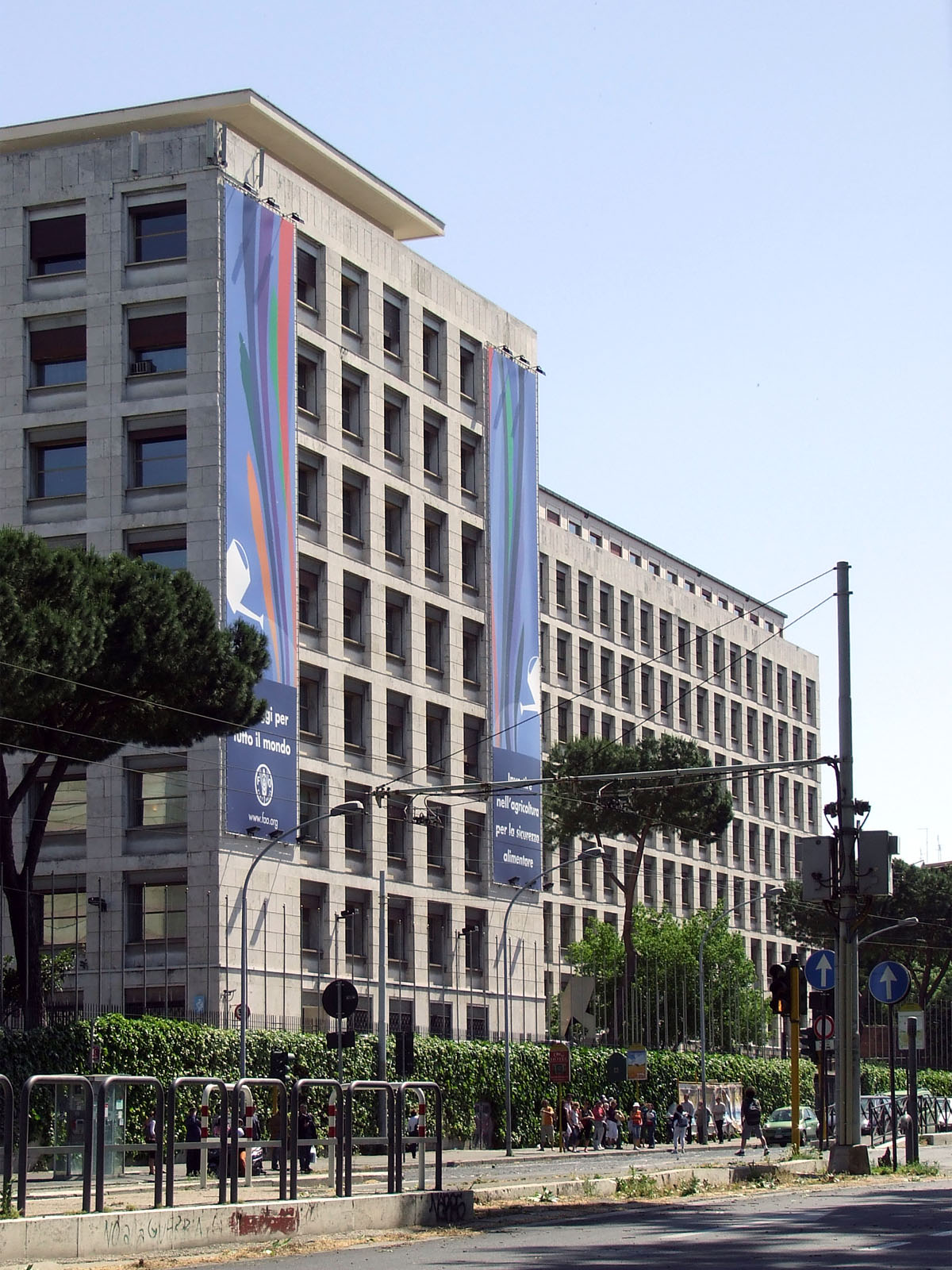
FAO:s huvudkontor i Rom.

FAO:s logotyp. Det latinska valspråket "Fiat Panis" betyder "låt det finnas bröd".

Förenta nationernas livsmedels- och jordbruksorganisation, som brukar förkortas FAO (efter det engelska namnet: Food and Agriculture Organization of the United Nations), är det äldsta av Förenta nationernas (FN) fackorgan och leder FN:s och det internationella samfundets arbete för att bekämpa fattigdom och svält och dess syfte är att nå målet en värld utan hunger.
1943 träffades ledarna för de allierade länderna under andra världskriget på initiativ av USA:s president Franklin D Roosevelt, eftersom man insåg att för att få en hållbar fred krävdes en tryggad livsmedelsförsörjning. De förstod att det bästa sättet att bistå de krigsdrabbade länderna var att skapa förutsättningar för dessa länder att producera sin egen mat och därmed också ha möjlighet att ansvara för sin egen nationella utveckling. Att skapa sådana grundläggande produktionsförhållanden är viktigt, inte minst för befolkningens levnadsvillkor, men också för den ekonomiska tillväxten i länderna. FAO grundades en vecka före bildandet av Förenta nationerna (16 oktober 1945). 
Organisationen verkar i samråd med både låginkomstländer och industrialiserade länder och fungerar som ett neutralt forum där nationer kan mötas för att förhandla fram avtal eller diskutera ställningstaganden. FAO är även en källa till information och lägger ned kontinuerligt arbete på kunskapsöverföring till och mellan sina 192 medlemmar, där Europeiska unionen (EU) utgör en egen medlem.
Sedan FAO bildades har den fokuserat på att förbättra levnadsförhållandena för landsbygdsbefolkningen i utvecklingsländer, där 70 procent av de fattiga och hungrande i världen fortfarande lever. Organisationen kan erbjuda kunskap för att effektivisera jordbruket, fisket och skogsbruket i dessa länder. Målet med insatsen är att nationerna på sikt skall få medel och kunskap att klara sig själva och kunna trygga livsmedelsförsörjningen för alla.
Huvudkontoret är beläget i Rom, i den byggnad vid Circus Maximus som skulle ha inrymt den fascistiska regimens kolonialministerium. Generaldirektör för FN:s livsmedels- och jordbruksorganisation är sedan 2019 kinesen Qu Dongyu.
FAO:s statistiska databas, FAO STAT, är en statistisk databas tillgänglig på Internet med världsomspännande statistik från 210 länder och områden. Databasen tillhandahåller statistik inom jordbruk, nutrition, fiske, skogsbruk, bistånd, markanvändning och befolkningsutveckling. FAOS:s statistiska avdelning producerar även data över den globala handeln med jordbruksprodukter, data som bland annat bygger på projekt som Africover. 

## Arbets- och verksamhetsområden
FAO arbetar med många olika frågor. Arbetet delas in i sex områden: ekonomiska och sociala frågor, jordbruksfrågor, skogsfrågor, fiskerifrågor, hållbar utveckling och tekniskt samarbete, som ligger under de fyra huvudsakliga verksamhetsområdena:

### Informationsnätverk
FAO fungerar som ett informationsnätverk och använder sig av specialister, såsom agronomer, nutritionister, statsvetare och ekonomer, för att samla in och analysera data. All information läggs sedan ut i databaser vilka kan hittas på Internet. FAO publicerar vidare årligen hundratals rapporter, publikationer, cd-skivor och webbsidor inom sina sakområden.

### Expertis
FAO delar med sig av sin mångåriga erfarenhet av jordbruks- och livsmedelsfrågor till sina medlemsländer. Organisationen bistår till exempel med planering och strukturering av jordbruket i länderna, främst gällande framtagningen av åtgärder, men bidrar även till genomförandet av åtgärderna. FAO arbetar i samarbete med medlemsländerna fram strategier för att utveckla landsbygden med syfte att minska hungern och undernäringen i landet och lägga grunden för ekonomisk tillväxt.

### Diskussionsforum
Eftersom FAO är ett neutralt diskussionsforum fungerar organisationen som en mötesplats där såväl fattiga som rikare nationer kan träffas och söka samförstånd. Experter och beslutsfattare samlas också dagligen i något av FAO:s många regionkontor och beslutar i viktiga livsmedels- och jordbruksfrågor.

### Kunskapsspridning
Inom FAO arbetar ledande experter på bland annat växt- och djurhantering, växtgenetik, markanvändning, vattenresurser, globala handelsfrågor, miljöfrågor och klimatförändringar. FAO tillhandahåller kompetens inom ett stort antal sakområden vilket är nödvändigt för att åtgärder skall kunna sättas in snabbt och effektivt, till exempel i samband med naturkatastrofer. FAO:s breda kompetens illustreras genom de tusentals projekt som organisationen bedriver runt om i världen.
FN:s livsmedels- och jordbruksorganisation har också stor erfarenhet av att agera i samband med epidemier eller katastrofer av olika slag tillsammans med Världslivsmedelsprogrammet och andra humanitära organisationer. Hungerkrisen på Afrikas horn, översvämningen i Pakistan, fågelinfluensan, och jordbävningen i Haiti 2010 är några exempel där FAO bistått drabbade länder med expertis och kunskapsöverföring för att hantera situationen och att anpassa och återuppbygga sina samhällen; ett år efter katastrofen i Haiti hade FAO lyckats att nå nära tre miljoner människor som de försett med utsäde, verktyg och växtnäringsämnen och på så vis hjälpt dem att komma igång med jordbruket igen.

## Generaldirektörer

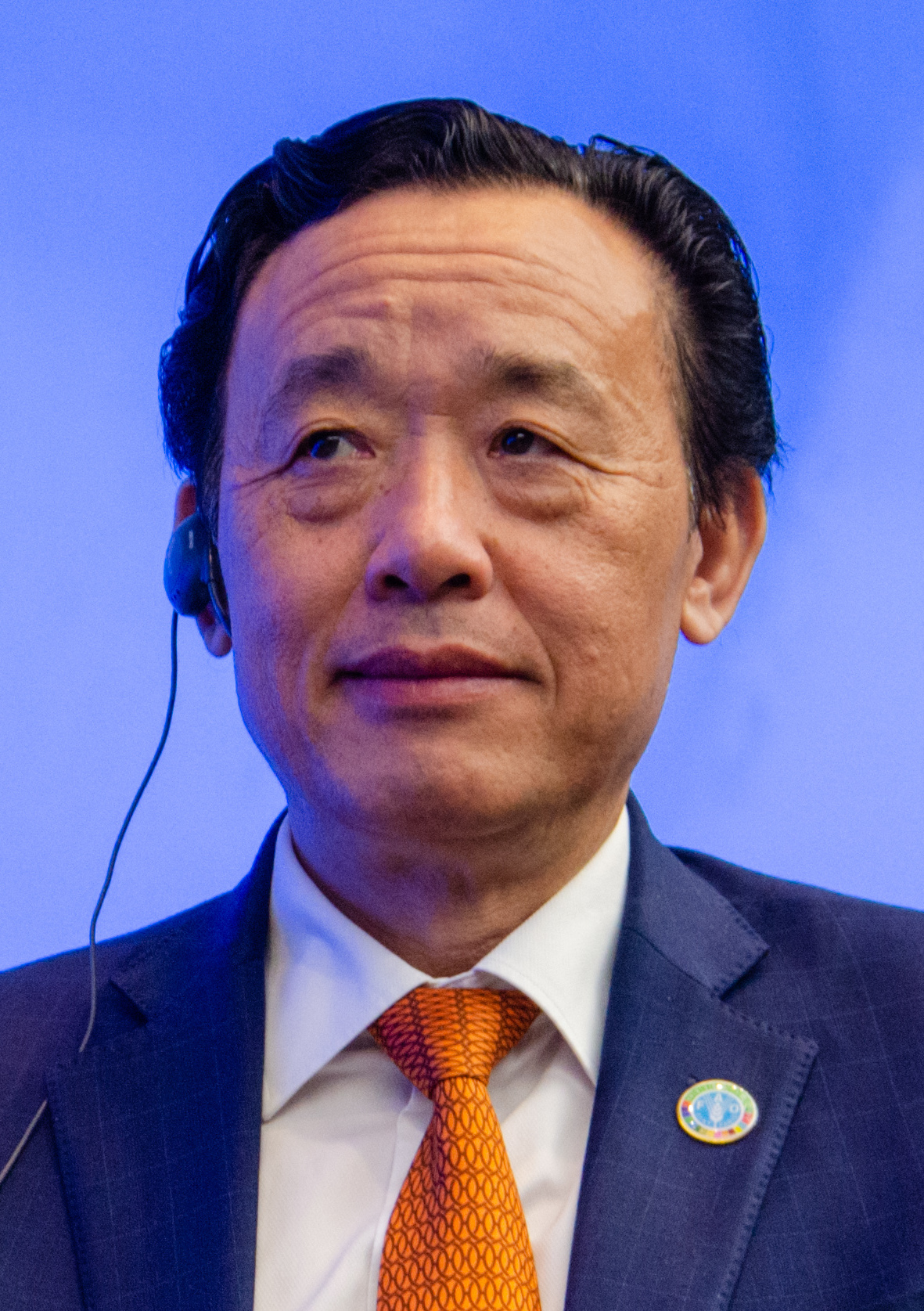
Qu Dongyu, FAO:s generaldirektör sedan 2019.

1. Sir John Boyd Orr ( Storbritannien): oktober 1945–april 1948
2. Norris E. Dodd ( USA): april 1948–december 1953
3. Philip V. Cardon ( USA): januari 1954–april 1956
4. Sir Herbert Broadley ( Storbritannien): april 1956–november 1956
5. Binay Ranjan Sen ( Indien): november 1956–december 1967.
6. Addeke Hendrik Boerma  Nederländerna): januari 1968–december 1975
7. Edouard Saouma ( Libanon): januari 1976–december 1993
8. Jacques Diouf ( Senegal): januari 1994–december 2011
9. José Graziano da Silva ( Brasilien), januari 2012–juli 2019 [1]
10. Qu Dongyu ( Kina), från 1 augusti 2019 –

## FAO i Norden – FAO:s nordiska informationskontor
Som ett led i FAO:s decentraliseringsprocess togs ett initiativ till en informationsverksamhet för de nordiska länderna med syfte att öka kunskapen om FAO. Sedan maj 2006 finns därför FAO Norden som med ett kontor i Stockholm ska fungera som bas för denna verksamhet.

## Medlemmar
| - Afghanistan - Albanien - Algeriet - Andorra - Angola - Antigua och Barbuda - Argentina - Armenien - Australien - Azerbajdzjan - Bahamas - Bahrain - Bangladesh - Barbados - Belgien - Belize - Benin - Bhutan - Bolivia - Bosnien och Hercegovina - Botswana - Brasilien - Bulgarien - Burkina Faso - Burma - Burundi - Centralafrikanska republiken - Chile - Colombia - Cooköarna - Costa Rica - Cypern - Danmark - Djibouti - Dominica - Dominikanska Republiken - Ecuador - Egypten - Elfenbenskusten - El Salvador - Ekvatorialguinea - Eritrea - Estland - Etiopien - Europeiska unionen (organisationsmedlem) - Fiji - Filippinerna - Finland - Frankrike - Färöarna (associerad medlem) - Förenade Arabemiraten - Gabon - Gambia - Georgien - Ghana - Grekland - Grenada - Guatemala - Guinea - Guinea-Bissau - Guyana - Haiti - Honduras - Indien - Island | - Indonesien - Iran - Irak - Irland - Israel - Italien - Jamaica - Japan - Jemen - Jordanien - Kambodja - Kamerun - Kanada - Kap Verde - Kazakstan - Kenya - Kirgizistan - Kiribati - Komorerna - Kongo-Brazzaville - Kongo-Kinshasa - Kroatien - Kuba - Kuwait - Kina - Laos - Lettland - Libanon - Lesotho - Liberia - Libyen - Litauen - Luxemburg - Makedonien - Madagaskar - Malawi - Malaysia - Maldiverna - Mali - Malta - Marshallöarna - Mauretanien - Mauritius - Mexiko - Mikronesiens federerade stater - Moldavien - Monaco - Mongoliet - Montenegro - Marocko - Moçambique - Namibia - Nauru - Nepal - Nederländerna - Nordkorea - Nya Zeeland - Nicaragua - Niger - Nigeria - Niue - Norge - Oman - Pakistan | - Palau - Panama - Papua Nya Guinea - Paraguay - Peru - Polen - Portugal - Qatar - Rumänien - Ryssland - Rwanda - Saint Kitts och Nevis - Saint Lucia - Saint Vincent och Grenadinerna - Salomonöarna - Samoa - San Marino - São Tomé och Príncipe - Saudiarabien - Schweiz - Senegal - Serbien - Seychellerna - Sierra Leone - Slovakien - Slovenien - Somalia - Sydafrika - Spanien - Sri Lanka - Sudan - Surinam - Swaziland - Sverige - Storbritannien - Sydkorea - Syrien - Tadzjikistan - Tanzania - Tchad - Thailand - Tjeckien - Togo - Tokelau (associerad medlem) - Tonga - Trinidad och Tobago - Tunisien - Turkiet - Turkmenistan - Tuvalu - Tyskland - Uganda - Ukraina - Ungern - USA - Uruguay - Uzbekistan - Vanuatu - Venezuela - Vietnam - Vitryssland - Zambia - Zimbabwe - Österrike - Östtimor |